# Cercopimorpha tetragonia
Cercopimorpha tetragonia là một loài bướm đêm thuộc phân họ Arctiinae, họ Erebidae.